# Rio Gavião (Minas Gerais)
O rio Gavião é um curso de água que banha a Zona da Mata do estado de Minas Gerais, Brasil. É um afluente da margem esquerda do rio Muriaé e, portanto, um subafluente do rio Paraíba do Sul. Apresenta 44 km de extensão e drena uma área de 388,3 km².
Suas nascentes localizam-se na serra da Água Limpa, próximo ao distrito de Gavião, no município de Eugenópolis. A partir da confluência do rio Pinhotiba, seu principal afluente, até a confluência do córrego Recreio, o rio Gavião marca a divisa entre os municípios de Eugenópolis e Antônio Prado de Minas. Sua foz no rio Muriaé ocorre na cidade de Patrocínio do Muriaé.